# Амбар у Кузмину, Савска 94
Амбар у Кузмину, Савска 94, саграђен је крајем прве половине 19. века и представља споменик културе од великог значаја.

## Изглед
Амбар је направљен од храстовине у скелетној конструкцији са испуном од унизаних дасака. Кров је двосливан, покривен бибер црепом којим је замењена првобитна шиндра. Забат је у равни чеоне стране, што представља посебно обележје овог амбара без трема. Као најчешћа декоративно обрађена површина, забат је у овом случају скроман. Једини украс представљају назубљене лајсне којима су причвршћене дашчице што затварају поља на која је издељен. Подела на окна за смештај жита урађена је унутар објекта на исти начин на који је и грађен. Представник је типа амбара „на преношење“, названих тако што немају трем и могу се преносити са једног места на друго.